# 718 Erida
718 Erida è un asteroide della fascia principale del diametro medio di circa 72,94 km. Scoperto nel 1911, presenta un'orbita caratterizzata da un semiasse maggiore pari a 3,0524465 UA e da un'eccentricità di 0,2022383, inclinata di 6,93221° rispetto all'eclittica.
Il suo nome è in onore di Erida, figlia dell'astronomo statunitense Armin Otto Leuschner, collega ed amico dello scopritore.